# Hiroki Mihara
Hiroki Mihara (japanisch 三原 廣樹 Mihara Hiroki; * 20. April 1978 in der Präfektur Saga) ist ein ehemaliger japanischer Fußballspieler.

## Karriere
Mihara erlernte das Fußballspielen in der Schulmannschaft der Saga Commercial High School. Seinen ersten Vertrag unterschrieb er 1997 bei den Nagoya Grampus Eight. Der Verein spielte in der höchsten Liga des Landes, der J1 League. 2000 wurde er an den Zweitligisten Sagan Tosu ausgeliehen. Für den Verein absolvierte er 22 Spiele. 2001 kehrte er zu Nagoya Grampus Eight zurück. 2002 wechselte er zum Zweitligisten Avispa Fukuoka. Für den Verein absolvierte er 14 Spiele. 2003 wechselte er zum Ligakonkurrenten Consadole Sapporo. Für den Verein absolvierte er 41 Spiele. 2006 wechselte er zum Drittligisten FC Ryukyu. Ende 2007 beendete er seine Karriere als Fußballspieler.

## Erfolge
Nagoya Grampus Eight
- Kaiserpokal

Sieger: 1999